# Крузенштерн-Петерец, Юстина Владимировна
Юсти́на Влади́мировна Крузенште́рн-Пе́терец (19 июня 1903, Российская империя — 8 июня 1983, Сан-Матео, Калифорния) — журналистка, поэтесса, писательница и переводчица русского зарубежья.

## Биография
Правнучка эстляндского дворянина Карла Фёдоровича фон Крузенштерна, старшего брата знаменитого адмирала И. Ф. Крузенштерна (но не самого И. Ф. Крузенштерна, как иногда ошибочно утверждается). Отец Владимир Павлович (1879—1916) — кадровый офицер, ротмистр, погиб на фронте Первой мировой войны.
С волной беженцев вместе с матерью и братом оказалась в Харбине. Сотрудничала в харбинской газете «Гун-Бао» и журнале «Рубеж». Участвовала в деятельности объединения молодых литераторов «Чураевка», в которое входили, в частности, такие писатели и поэты русского зарубежья, как Валерий Перелешин, Алексей Ачаир, Ларисса Андерсен (в 1946 году в Шанхае вышла антология стихотворений бывших участников «Чураевки» — «Остров»).
В Шанхай переехала в конце 1930 года. Работала фельетонистом и политическим обозревателем газеты «Шанхайская Заря» (1931—1934). Владея английским языком, одновременно работала в крупнейшей местной английской газете «North China Daily News». Кроме английского, свободно говорила на французском языке, занималась переводами книг. Содержала хронически больную мать и брата. Муж — поэт Николай Петерец.
В годы Второй мировой войны среди «оборонцев». На разгул ждановщины выпустила журнал «Антигона», «отражающий свободную мысль русских на Дальнем Востоке» и содержавший статьи о жизни интеллигенции в СССР (№ 1, ноябрь 1948 года).
После долгих хлопот выехала в Бразилию, в начале 1960-х перебралась в США, работала в русском отделе радиостанции «Голос Америки» (10 лет). Опубликовала много статей в «Новом русском слове» и других изданиях. Выйдя на пенсию, переехала в Сан-Франциско, работала редактором газеты «Русская жизнь» (с 1982 года).

Юстина Владимировна была фигурой колоритной: маленькая, седовласая старушка с неизменной сигаретой во рту, отчаянно барабанившая на печатной машинке. Её весёлый, а порою саркастический нрав выявлялся вспышками громкого хохота. Она строго придерживалась определённых убеждений и не стеснялась их высказывать. Это была женщина с твёрдым характером, что не мешало ей, однако, быть отзывчивой — любому человеку в нужде или в несчастье она с готовностью помогала. Бескорыстие, порядочность, живой ум, острую наблюдательность и интеллектуальную любознательность она пронесла через всю жизнь.

Н. В. Моравский.